# The Black Crowes
The Black Crowes je americká rocková kapela, která vznikla v roce 1989. Jejich diskografie obsahuje jedenáct studiových alb, čtyři živá alba a několik singlů, které se umístily v hitparádách. Svoje debutové album Shake Your Money Maker vydali v roce 1990. O dva roky později se jejich následující album The Southern Harmony and Musical Companion umístilo na vrcholu hitparády Billboard 200.
Po přestávce v letech 2002-2005 vydala kapela album Warpaint. Po vydání převážně akustického dvojalba obsahující největší hity Croweology v srpnu 2010 vyjeli The Black Crowes na turné k 20. výročí, po kterém následovala další pauza. Kapela oznámila návrat začátkem roku 2013.

## Diskografie
Studiová alba
- Shake Your Money Maker (1990)
- The Southern Harmony and Musical Companion (1992)
- Amorica (1994)
- Three Snakes and One Charm (1996)
- By Your Side (1999)
- Lions (2001)
- Warpaint (2008)
- Before the Frost...Until the Freeze (2009)
- Croweology (2010)
- Happiness Bastards (2024)

## Obsazení

### Členové Mr. Crowe's Garden

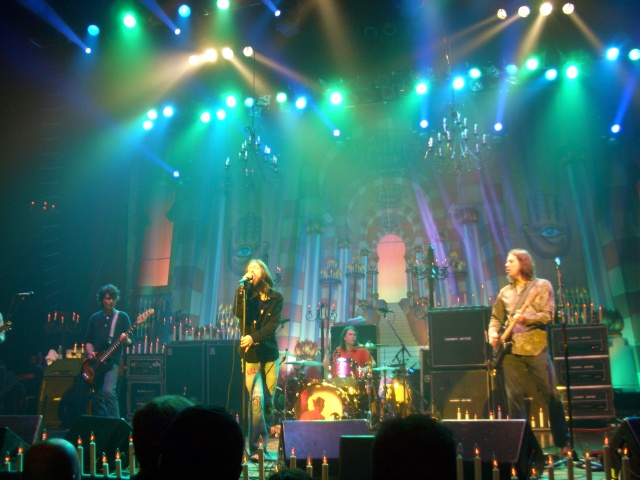
The Black Crowes v roce 2005

- Chris Robinson – zpěv (1985–1989)
- Rich Robinson – kytara (1985–1989)
- Keith Joyner – baskytara (1985–1987)
- Jeff Sullivan – bicí (1985–1987)
- Ted Selke – baskytara (1987–1989)
- Steve Gorman – bicí (1987–1989)

### Členové The Black Crowes
| Současní členové - Chris Robinson – zpěv (1989–2002, 2005–2010, 2013–současnost) - Rich Robinson – kytara (1989–2002, 2005–2010, 2013–současnost) - Steve Gorman – bicí (1989–2002, 2005–2010, 2013–současnost) - Sven Pipien – baskytara (1997–2000, 2005–2010, 2013–současnost) - Adam MacDougall – klávesy (2007–2010, 2013–současnost) - Jackie Greene – kytara (2013–současnost) | Dřívější členové - Johnny Colt – baskytara (1989–1997) - Jeff Cease – kytara (1989–1991) - Eddie Harsch – klávesy (1991–2002, 2005–2006) - Marc Ford – kytara (1991–1997, 2005–2006) - Audley Freed – kytara (1997–2002) - Greg Rzab – baskytara (2000–2001) - Andy Hess – baskytara (2001–2002) - Bill Dobrow – bicí (2005) - Paul Stacey – kytara (2006–2007) - Rob Clores – klávesy (2006–2007) - Luther Dickinson – kytara (2007–2010) |